# Camané
Camané (portuguès: Carlos Manuel Moutinho Paiva dos Santos Duarte)  (Oeiras, 20 de desembre de 1966) és un cantant de fados portuguès. És germà dels, també fadistes, Pedro Moutinho i Hélder Moutinho.

## Biografia
El primer contacte de Camané amb el fado va ocórrer, una mica per casualitat, quan durant la recuperació d'una febre infantil descobrí la col·lecció de discos dels seus pares amb els grans noms del fado: Amália Rodrigues, Fernando Maurício, Lucilia do Carmo, Maria Teresa de Noronha, Alfredo Marceneiro i Carlos do Carmo.
El 1979 guanyà la Grande Noite do Fado en una època en què no hi havia competició separada per a novells. Actuà a diverses cases de fado, a més de formar part de l'elenc de diverses produccions dirigides per Filipe La Féria, el més important director portuguès de musicals.
El 1995 enregistrà Uma noite de fados amb la col·laboració de José Mário Branco. Realitzà molts concerts a Portugal i a França, Països Baixos, Itàlia i Espanya.
El 1998 edità Na linha da vida. Realitzà nombrosos espectacles a Portugal entre els quals destaca el de l'Expo 98 de Lisboa.
El 2000 edità simultàniament a Bèlgica, Països Baixos i Portugal el seu tercer treball Esta coisa da alma. A aquesta edició li seguí una gira per Bèlgica, Països Baixos, Espanya, Suïssa, Alemanya i França. A Portugal el treball rebé el disc de plata pels 10.000 exemplars venuts.
El 2001 fou llençat Pelo dia dentro que assolí, tres setmanes després de sortir a la venda, el disc de plata. En acabar-se l'any 2004 edità l'àlbum Humanos, un homenatge a António Variações, juntament amb altres músics portuguesos. El 2005 guanyà el Premi Amália Rodrigues a la categoria de millor intèrpret masculí. El 2007 participà en la pel·lícula Fados de Carlos Saura, juntament amb altres intèrprets destacats de fado com Mariza.
Entre alguns recopilatoris i discs en directe, el 2008 publicà Sempre de mim que entrà directament al número 1 de la llista portuguesa de vendes i acansegueix el Disc d'or. El 2009 fou nominat als Globos de Ouro.

## Discografia

### Discografia d'estudi
- Uma noite de fados (1995)
- Na linha da vida (1998)
- Esta coisa da alma (2000)
- Pelo dia dentro (2001)
- The art of Camané - The prince of fado – recopilatori (2004)
- Sempre de mim (2008)
- Do amor e dos dias (2010)

### Recopilatoris
- O Melhor 1995-2013 (2013)

### Discografia en directe
- Como sempre... como dantes (2003)
- Camané ao vivo no Coliseu - Sempre de mim (2009)

## Videografia
- Ao vivo no São Luíz (2006)
- Camané ao vivo no Coliseu - Sempre de mim (2009)